# Сунгкур, Виная
Виная Сунгкур (англ. Vinaya Sungkur) — маврикийская актриса, которая была номинирована на премию Африканской киноакадемии за лучшую женскую роль второго плана в 2014 году за роль в фильме «Дети Трумарона». В 2019 году сыграла вместе с Мэттью Макконахи и Энн Хэтэуэй в фильме «Море соблазна».

## Карьера
Родилась на Маврикии. Актёрскому мастерству обучалась во Франции в Париже в Университете Париж III Новая Сорбона.
В 2012 году снялась в фильме «Дети Травмарона» режиссёров Харрикрисны Аненден и Шарвана Аненден, который был показан на Гамбургском кинофестивале 2013 года. Фильм был снят по одноимённому роману маврикийской писательницы Ананды Деви. Виная играет в фильме молодую девушку, которая пытается выжить в городе Порт-Луи (столице Маврикия). На Панафриканском кинофестивале 2013 года в Уагадугу фильм получил награду «Премия Умару Ганда за лучшую работу». В 2014 году роль в этом фильме принесла ей номинацию на премию Африканской киноакадемии как лучшей актрисе второго плана.
В 2019 году была выбрана на одну из ролей в фильм американского режиссёра Стивена Найта — «Море соблазна».